# Radio Bulgarie
Radio Bulgarie Internationale (en bulgare : Радио България, BNR) est une station de radio à diffusion internationale de l'Etat bulgare. 
Radio Bulgarie Internationale diffuse sur Internet et en ondes moyennes vers les Balkans. Ses émissions se font en albanais, allemand, anglais, bulgare, espagnol,  français, grec, russe, serbe et turc.

## Histoire
La volonté de créer un service de radiodiffusion extérieur est présente dès la publication d'un décret du roi Boris III créant la radiodiffusion nationale. En effet, le pays est diplomatiquement isolé. Les premières émissions expérimentales en direction de l'étranger sont réalisées au début de 1936 suivies en avril 1936 d'émissions régulières en bulgare vers l'étranger. Cette même année apparaissent les émissions en espéranto. C'est en mai 1937 que sont lancées les émissions régulières en français, allemand, anglais et italien. Au début des années 1940 sont diffusés des bulletins d'information en turc. Après la seconde guerre mondiale d'autres langues sont ajoutées: le polonais, le tchèque, le hongrois, le serbo-croate, le grec et le turc.   Dans les années 1950 l'espagnol et l'arabe font leur apparition puis, dans les années 1970, le portugais et l'albanais.
En 2011, la station diffuse sur ondes courtes en  français, allemand, anglais, espagnol, turc,  russe et bulgare. Elle diffuse également en ondes moyennes en grec, serbo-croate et en albanais. La diffusion en ondes courtes cesse le 31 janvier 2012.